# Larry Goldings
Larry Goldings est un pianiste, organiste, et compositeur américain de jazz, né en 1968 à Boston. Il possède une quinzaine d'albums à son actif en tant que leader, mais joue sur plus d'une centaine d'autres enregistrements.

## Biographie
Larry Goldings étudie le piano classique jusqu'à l'âge de douze ans. Au collège, il suit le programme de la Eastman School of Music à Rochester dans l'État de New York. Il écoute le jazz de Erroll Garner, Oscar Peterson, Dave McKenna, Red Garland, et Bill Evans, qui seront ses premières influences. Il prend des cours particuliers avec Ran Blake et Keith Jarrett.
En 1986, Larry Goldings déménage à New York afin de suivre un nouveau programme d'études de jazz dirigé par le saxophoniste Arnie Lawrence (en) à la célèbre université privée The New School. Jaki Byard et Fred Hersch seront parmi ses professeurs de piano. Il est invité par le pianiste Roland Hanna à l'accompagner pour un festival de jazz privé de trois jours à Copenhague, où il va rencontrer des légendes du jazz telles que Sarah Vaughan, Kenny Burrell, Tommy Flanagan, et Hank Jones. Il va d'ailleurs accompagner au piano Sarah Vaughan, Harry 'Sweets' Edison, et Al Cohn. Alors qu'il est encore étudiant, il part en tournée internationale avec Jon Hendricks et joue avec lui pendant un an. Vient ensuite une collaboration de trois ans avec le célèbre guitariste de jazz Jim Hall.
En 1988, Larry Goldings commence à s'intéresser à l'orgue Hammond lors de concerts qu'il donne régulièrement dans un club de jazz dépourvu de piano, le Augie's (devenu ensuite le Smoke) dans l'Upper West Side à New York. Il y apparaît avec plusieurs groupes, et c'est là qu'il forme son propre trio avec le guitariste Peter Bernstein (en) et le batteur Bill Stewart.
Son premier album, Intimacy Of The Blues, sort en 1991.
Au cours des dernières années, il a travaillé dans différents domaines comme la pop, le R&B, la musique brésilienne, avec des artistes tels que De La Soul, India.Arie, Tracy Chapman, Colin Hay, Madeleine Peyroux, Luciana Souza (en), Rebecca Pidgeon, Melody Gardot, Walter Becker, Robben Ford, Steve Gadd, Al Jarreau, David Sanborn, Till Bronner, Priscilla Ahn, Jesse Harris, Sia, John Mayer, et Norah Jones.  Dans le domaine du jazz, ses plus fréquentes collaborations ont été avec Maceo Parker, John Scofield, Carla Bley, Michael Brecker et Pat Metheny, John Pizzarelli, Jack DeJohnette et Charlie Haden. Il travaille également avec le chanteur Curtis Stigers sur quatre de ses albums, et il est depuis 2001 le pianiste attitré du chanteur James Taylor avec qui il a suivi les tournées internationales en 2006, 2007, et 2008.
Larry Goldings réside à Los Angeles.

## Cinéma
Les compositions de Larry Goldings s'inspirent d'une large palette de musiciens, de Beethoven et Gabriel Fauré jusqu'aux Beatles, Randy Newman, et Björk. Il participe à la bande originale de plusieurs films dont Space Cowboys (Clint Eastwood, 2000), Proof (John Madden, 2005), Funny People (Judd Apatow, 2009). Il joue du piano et de l'orgue Hammond dans le documentaire de Clint Eastwood Johnny Mercer: The Dream's On Me (2009).

## Récompenses
- 2007 : Nommé au Grammy Award dans la catégorie Meilleur groupe instrumental de jazz, individuel ou en groupe, pour l'album Sausades du Trio Beyond (en) (avec Jack DeJohnette et John Scofield), chez ECM.
- 2001 : Meilleur organiste / claviériste de l'année de la Jazz Journalists Association
- 2000 : Meilleur organiste / claviériste de l'année de la Jazz Journalists Association
- 1997 : Meilleur album de l'année du New Yorker Magazine pour l'album Awareness.
- 1996 : Meilleur album de l'année du New Yorker Magazine pour l'album Big Stuff.

## Anecdotes
Larry Goldings est l'inventeur du canular Hans Groiner Plays Monk, qui présente la page MySpace de Hans Groiner, un pathétique pianiste autrichien « de Braunau, ville dans laquelle est né Hitler, mais ne m'en veuillez pas », qui joue des versions édulcorées des musiques de Thelonious Monk « sans dissonances, corrigées pour le plaisir des auditeurs ».
Un double concert de Larry Goldings et Hans Groiner fut annoncé le 21 novembre 2009 au club de jazz Vitello's de Studio City (Los Angeles), et Hans Groiner a joué le 19 juin 2008 au Smalls Jazz Club de New York.

## Discographie

### En tant que leader
- 1991 : Intimacy of the Blues, Verve
- 1992 : Light Blue, Minor Music
- 1994 : Caminhos Cruzados, Novus/BMG
- 1995 : Whatever It Takes, Warner Bros.
- 1996 : Big Stuff, Warner Bros.
- 1997 : Awareness, Warner Bros.
- 1999 : Moonbird, Palmetto
- 2000 : Voodoo Dogs, Palmetto
- 2001 : As One, Palmetto
- 2002 : Sweet Science, Palmetto
- 2006 : Quartet, Palmetto
- 2006 : Trio Beyond - Saudades, ECM
- 2007 : Long Story Short', Sticky Mack Records
- 2009 : The Carriage House Sessions, Sweet Song Records

- 2018 Radio Music Vol. 1[4]
- 2021 earthshine[5] chez Colorfields Records
- 2021 Perpetual Pendulum[6] avec Peter Bernstein et Bill Stewart chez w:Smoke Sessions Records

### En tant que sideman
Avec Carla Bley
- 2000 : 4x4 (Watt)

## En tant que Sideman
- The Distance Between Two Truths, Mark Sholtez, 2010 (piano, compositeur)
- 6 String Theory, Lee Ritenour, 2010 (orgue B3, clavinet, Fender Rhodes)
- Nikki, Nikki Yanofsky, 2010 (orgue, piano, glockenspiel)
- Bionic, Christina Aguilera, 2010 (piano)
- The Imagine Project, Herbie Hancock, 2010 (orgue)
- Canyon Cove, Bob Mintzer, 2010 (orgue)
- Vosotros presents: Rhoda, 2010, Rhoda (célesta)
- Other Covers, 2009, James Taylor (piano, orgue, harmonium, accordéon)
- Bare Bones, 2009, Madeleine Peyroux (orgue Hammond, harmonium)
- Last Kiss, 2009, Zachary Richard (piano, orgue Hammond)
- Tide, 2009, Luciana Souza (orgue, piano, accordéon, harmonium, Fender Rhodes)
- My One and Only Thrill, 2009, Melody Gardot (orgue Hammond)
- Jack of Hearts, 2009, Anthony Wilson (orgue, célesta)
- Our Bright Future, 2008, Tracy Chapman (piano, orgue Hammond, Wurlitzer)
- Some People Have Real Problems, 2008, Sia (keyboards)
- Incandescence, 2008, Bill Stewart (orgue Hammond, accordéon)
- Covers, 2008, James Taylor (piano, orgue)
- Stones World:  The Rolling Stones Project, 2008, Tim Ries (orgue)
- Thirteens, 2008, Leona Naess (keyboards)
- Like a Fire, 2008, Solomon Burke (piano)
- Circus Money, 2008, Walter Becker (orgue)
- Christmas, 2008, Al Jarreau (orgue)
- Good Day, 2008, Priscilla Ahn (piano, orgue)
- Cannon Reloaded: An All-Star Celebration of Cannonball Adderley, 2008, Tom Scott (orgue)
- Behind the Velvet Curtain, 2008, Rebecca Pidgeon (Wurlitzer)
- One Man Band, 2007, James Taylor (piano, orgue, harmonium, synthétiseur, keyboards)
- Real Emotional, 2007, Curtis Stigers (producteur, compositeur, arrangeur, piano, orgue, keyboards)
- Are You Lookin' At Me?, 2007, Colin Hay (piano, orgue)
- Sitting in Limbo, 2007, Jessica Molaskey (piano, orgue, arrangeur)
- Not Too Late, 2007, Norah Jones, (orgue, orgue Hammond)
- Truth, 2007, Robben Ford, (orgue Hammond, Wurlitzer)
- Continuum, 2006, John Mayer (orgue, keyboards)
- James Taylor at Christmas, 2006, (arrangeur, piano, orgue, mélodica, harmonium)
- Oceana, 2006, Till Bronner (compositeur, piano, orgue Hammond, piano électrique, Wurlitzer)
- Mineral, 2006, Jesse Harris (piano, orgue, Wurlitzer, accordéon, vibraphone, Kalimba)
- Half the Perfect World, 2006, Madeleine Peyroux (célesta, Wurlitzer)
- That's What I Say:  John Scofield Plays the Music of Ray Charles, 2005, (arrangeur, orgue Hammond, vibraphone, Wurlitzer)
- Knowing You, 2005, John Pizzarelli (arrangeur, piano, orgue)
- Closer, 2005, David Sanborn (piano, orgue)
- Way It Really Is, 2004, Lisa Loeb (piano)
- Chiara Civello, 2004, Chiara Civello (orgue Hammond)
- Careless Love, 2004, Madeleine Peyroux (piano, célesta, orgue Hammond, harmonium, Wurlitzer)
- Colour the Small One, 2004, Sia (piano, compositeur)
- You Inspire Me, 2003, Curtis Stigers (producteur, arrangeur, piano, orgue)
- October Road, 2002, James Taylor (piano)
- Pentimento, 2002, Jessica Molaskey (piano, arrangeur)
- Four Songs, 2002, Alexi Murdoch (piano, orgue)
- Play It Cool, 2001, Lea DeLaria (bass, piano, arranger)
- Acoustic Soul, 2001, India.Arie (orgue, Wurlitzer)
- AOI: Bionix. 2001, DeLaSoul (orgue)
- Arts and Crafts, 2001, Matt Wilson (piano)
- Christmas in Swingtime, 2001, Harry Allen (orgue)
- Buttermilk Channel, 2001, Adam Levy (orgue)
- 4 x 4, 2000, Carla Bley (orgue)
- The Still of the Night, 2000, Tom Wopat (arrangeur, piano)
- Time is of the Essence, 1999, Michael Brecker (compositeur, piano, orgue)
- Minh, 1998, Chris Minh Doky (piano)
- Earth Tones, 1998, Peter Bernstein (orgue)
- Warner Jazz Christmas Party, 1997, compilation avec The Warner Jazz Artists (Joshua Redman, Al Jarreau, Kirk Whalum, Michael Franks, Gabriela Anders, Larry Goldings, Boney James, Kevin Mahogany, Mark Turner, Brad Mehldau, Bob James)(orgue Hammond)
- Warner Jams 2: The Two Tenors with Larry Goldings, 1997, James Moody and Mark Turner (piano, arrangeur)
- Kevin Mahogany, 1996, Kevin Mahogany (arranger, piano, orgue)
- Young At Heart, 1996, James Moody (piano)
- Groove Elation, 1995, John Scofield (piano, orgue)
- Pure (Concord Records), 1994, Chris Potter (piano, orgue)
- Hand Jive, 1993, John Scofield (piano, orgue)
- Something Special, 1993, Jim Hall (piano)
- Six Pack, 1992, Gary Burton & Friends (orgue, keyboards)
- Life on Planet Groove, 1992, Maceo Parker (orgue)
- Mo' Roots, 1991, Maceo Parker (orgue)
- Subsequently, 1991, Jim Hall (piano)
- Freddie Freeloader, 1990, Jon Hendricks & Friends (piano)
- On Course, 1990, Christopher Hollyday (piano)
- Best of John Scofield, 1989, John Scofield (orgue)

## Vidéographie
- 2009 The Dream's on Me
- 2009 Funny People : Tuscany (nommé auparavant Dario and Bario)
- 2008 Bernard and Doris (HBO) (musicien dans la bande originale)
- 2008 The Office (NBC)
- 2005 Proof : Uganda
- 2000 Space Cowboys